# Messzylinder

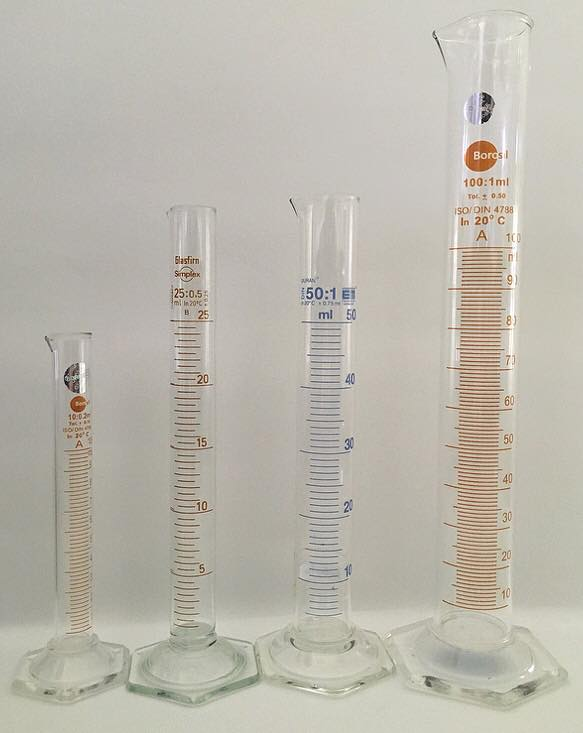
Verschiedene Messzylinder

Ein Messzylinder ist ein senkrechter, hohler Zylinder mit Ausguss und Standfuß, der mit einer Skala (Mensur) versehen ist, um Volumina abzumessen. Messzylinder werden auch zur Bestimmung der Schüttdichte benutzt. Sie gibt es in der Ausführung hohe oder niedrige Form. Die zugehörige Norm ist DIN EN ISO 4788 Laborgeräte aus Glas - Messzylinder und Mischzylinder.
Im Labor werden meistens Messzylinder aus Glas verwendet; sie können aber auch aus Kunststoff bestehen. Es gibt auch Messzylinder, die mit Ausnahme des Kunststofffußes aus Glas bestehen.

## Ablesung
Der Punkt, an dem ein Messzylinder abgelesen wird, besitzt aufgrund der hydrophilen Wechselwirkung des Wassers mit Glas eine gewölbte Oberfläche (Meniskus). Die Skala des Messzylinders zeigt nur dann das richtige Volumen an, wenn der tiefste Punkt des Meniskus parallaxenfrei auf der Oberkante des Skalenstriches aufsitzt. Beim Ablesen sollte sich das Auge immer auf der Höhe des abzulesenden Skalenstriches befinden. Ein Aufdruck „In“ weist darauf hin, dass der Messzylinder „auf Einguss justiert“ wurde. D.h., das gemessene Volumen befindet sich im Gefäß, die aufgenommene Flüssigkeitsmenge entspricht dabei der aufgedruckten Volumenangabe. Beim Entleeren in einen anderen Behälter haftet immer eine Restmenge an der Wandung des Messzylinders.
Messzylinder werden häufig falsch als „Ex“- Volumenmessgeräte verwendet, obwohl sie nicht „auf Ablauf justiert“ wurden.

## Standzylinder
Standzylinder haben die gleiche Form wie Messzylinder, jedoch keine Skala. Sie werden beispielsweise benutzt, um mit einer Spindel (Aräometer) die Dichte von Flüssigkeiten zu bestimmen. Daher wäre eine Volumenskala eher hinderlich, da sie die Ablesbarkeit der Dichte am Aräometer behindern würde. Man verwendet sie auch zur Aufbewahrung von Flüssigkeiten.

## Mischzylinder
Ein Mischzylinder ist ein Messzylinder, der statt eines Ausgusses mit einem Normschliff (NS) versehen ist, mit einem Schliffstopfen verschlossen und so zum Mischen von abgemessenen Flüssigkeiten verwendet werden kann.

## Mensur
Die Bezeichnung Mensur wird meist als Synonym für Messzylinder oder Standzylinder verwendet, vor allem in der älteren Literatur. Mitunter werden auch becher- oder trichterförmige Gefäße mit einer Skala oder nur einem Eichstrich als Mensur bezeichnet, z. B. Messbecher.

## Bilder

Messzylinder 250 ml, mit „In“-Kennzeichnung, hohe Form
Messzylinder 250 ml, mit „In“-Kennzeichnung, niedrige Form
Standzylinder
Mischzylinder mit Schliff (ohne Schliffstopfen)